# Sindelhöyük, Develi
Sindelhöyük là một xã thuộc huyện Develi, tỉnh Kayseri, Thổ Nhĩ Kỳ. Dân số thời điểm năm 2008 là 4.375 người.